# Tour de France 1981
Le Tour de France 1981 est la 68e édition du Tour de France, course cycliste qui s'est déroulée du 25 juin au 19 juillet 1981 sur 24 étapes pour 3 758 km. Le départ a lieu à Nice ; l'arrivée se juge aux Champs-Élysées à Paris. Il est remporté par le Français Bernard Hinault, qui obtient la troisième de ses cinq victoires sur la « Grande Boucle ». Vainqueur de cinq étapes, le Breton a largement dominé cette édition avec une avance de près d'un quart d'heure sur le Belge Lucien Van Impe et de 17 minutes sur son compatriote Robert Alban.

## Parcours
Le départ du Tour a lieu à Nice, l'arrivée se juge aux Champs-Élysées à Paris.

## Participation
- 15 formations de dix coureurs se présentent au départ. Seules deux formations arriveront à Paris au complet.
- Pour la première fois un coureur américain participe au Tour de France (Jonathan Boyer).
- Phil Anderson est le premier Australien et le premier "non-Européen" à revêtir le maillot jaune[2].

## Résumé de la course

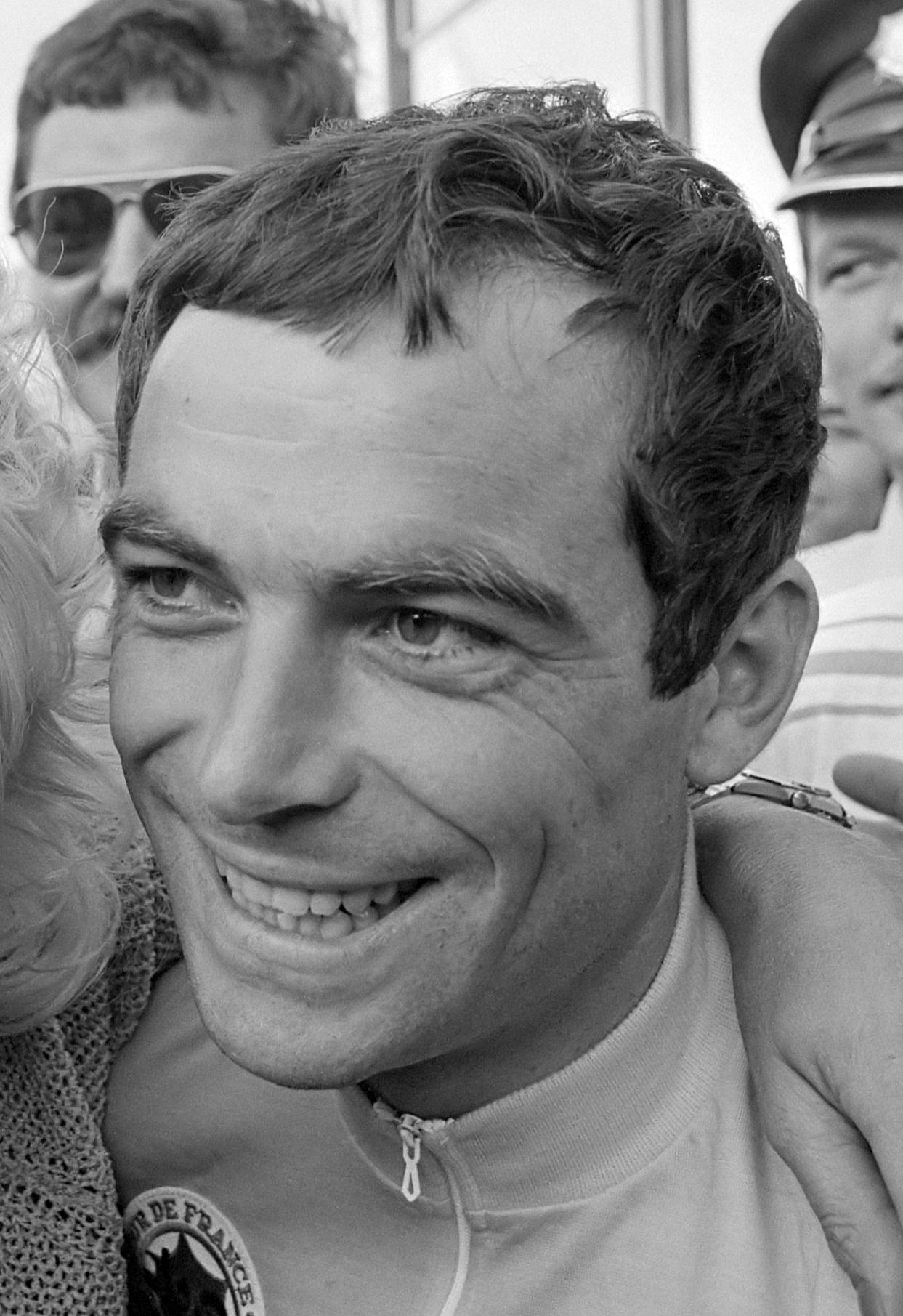
Bernard Hinault en 1982.

Dans son maillot de champion du monde, Bernard Hinault se présente revanchard sur cette 68° édition du Tour un an après son abandon à Pau. Face au Blaireau, l'opposition est malheureusement en petite forme. Seul le jeune Australien Phil Anderson se révèle au grand public en devenant le premier coureur de son pays à revêtir le maillot jaune. Pour le reste, vainqueur de 5 étapes dont l'étape de montagne au Pleynet - Les Sept Laux, Hinault remporte facilement son 3e Tour avec une marge importante sur ses suivants immédiats, à savoir le Belge Lucien Van Impe et son compatriote Robert Alban.

## Étapes
| Étape,        | Date        | Villes étapes                                  |                              | Distance (km)         | Vainqueur d’étape     | Leader du classement général |
| ------------- | ----------- | ---------------------------------------------- | ---------------------------- | --------------------- | --------------------- | ---------------------------- |
| Prologue      | 25 juin     | Nice – Nice                                    | Contre-la-montre individuel  | 5,9                   | Bernard Hinault       | Bernard Hinault              |
| 1re étape (a) | 26 juin     | Nice – Nice                                    | Étape de moyenne montagne    | 97                    | Freddy Maertens       | Bernard Hinault              |
| 1re étape (b) | 26 juin     | Nice – Antibes – Nice                          | Contre-la-montre par équipes | 40                    | TI-Raleigh-Creda      | Gerrie Knetemann             |
| 2e étape      | 27 juin     | Nice – Draguignan – Martigues                  | Étape de plaine              | 254                   | Johan van der Velde   | Gerrie Knetemann             |
| 3e étape      | 28 juin     | Martigues – Narbonne-Plage                     | Étape de plaine              | 232                   | Freddy Maertens       | Gerrie Knetemann             |
| 4e étape      | 29 juin     | Narbonne – Carcassonne                         | Contre-la-montre par équipes | 77,2                  | TI-Raleigh-Creda      | Gerrie Knetemann             |
| 5e étape      | 30 juin     | Saint-Gaudens – Saint-Lary-Soulan - Pla d'Adet | Étape de montagne            | 117,5                 | Lucien Van Impe       | Phil Anderson                |
| 6e étape      | 1er juillet | Nay – Pau                                      | Contre-la-montre individuel  | 26,7                  | Bernard Hinault       | Bernard Hinault              |
| 7e étape      | 2 juillet   | Pau – Bordeaux                                 | Étape de plaine              | 227                   | Urs Freuler           | Bernard Hinault              |
| 8e étape      | 3 juillet   | Rochefort-sur-Mer – Nantes                     | Étape de plaine              | 182                   | Ad Wijnands           | Bernard Hinault              |
|               | 4 juillet   | Nantes                                         | Jour de repos                | Journée de repos no 1 | Journée de repos no 1 | Journée de repos no 1        |
| 9e étape      | 5 juillet   | Nantes – Le Mans                               | Étape de plaine              | 196,5                 | René Martens          | Bernard Hinault              |
| 10e étape     | 6 juillet   | Le Mans – Aulnay-sous-Bois                     | Étape de plaine              | 264                   | Ad Wijnands           | Bernard Hinault              |
| 11e étape     | 7 juillet   | Compiègne – Roubaix                            | Étape de plaine              | 246                   | Daniel Willems        | Bernard Hinault              |
| 12e étape (a) | 8 juillet   | Roubaix – Bruxelles (BEL)                      | Étape de plaine              | 107,3                 | Freddy Maertens       | Bernard Hinault              |
| 12e étape (b) | 8 juillet   | Bruxelles (BEL) – Circuit de Zolder (BEL)      | Étape de plaine              | 137,8                 | Eddy Planckaert       | Bernard Hinault              |
| 13e étape     | 9 juillet   | Beringen (BEL) – Hasselt (BEL)                 | Étape de plaine              | 157                   | Freddy Maertens       | Bernard Hinault              |
| 14e étape     | 10 juillet  | Mulhouse – Mulhouse                            | Contre-la-montre individuel  | 38,5                  | Bernard Hinault       | Bernard Hinault              |
| 15e étape     | 11 juillet  | Besançon – Thonon-les-Bains                    | Étape de moyenne montagne    | 231                   | Sean Kelly            | Bernard Hinault              |
| 16e étape     | 12 juillet  | Thonon-les-Bains – Morzine                     | Étape de montagne            | 199,5                 | Robert Alban          | Bernard Hinault              |
|               | 13 juillet  | Morzine                                        | Jour de repos                | Journée de repos no 2 | Journée de repos no 2 | Journée de repos no 2        |
| 17e étape     | 14 juillet  | Morzine – L'Alpe d'Huez                        | Étape de montagne            | 230,5                 | Peter Winnen          | Bernard Hinault              |
| 18e étape     | 15 juillet  | Le Bourg-d'Oisans – Le Pleynet - Les Sept Laux | Étape de montagne            | 134                   | Bernard Hinault       | Bernard Hinault              |
| 19e étape     | 16 juillet  | Veurey-Voroize – Saint-Priest                  | Étape de plaine              | 117,5                 | Daniel Willems        | Bernard Hinault              |
| 20e étape     | 17 juillet  | Saint-Priest – Saint-Priest                    | Contre-la-montre individuel  | 46,5                  | Bernard Hinault       | Bernard Hinault              |
| 21e étape     | 18 juillet  | Auxerre – Fontenay-sous-Bois                   | Étape de plaine              | 207                   | Johan van der Velde   | Bernard Hinault              |
| 22e étape     | 19 juillet  | Fontenay-sous-Bois – Paris - Champs-Élysées    | Étape de plaine              | 186,8                 | Freddy Maertens       | Bernard Hinault              |

Notes :
1. ↑  Étape volante.

## Classements

### Classement général final
| Classement général | Classement général       | Classement général | Classement général          | Classement général  |
|                    | Coureur                  | Pays               | Équipe                      | Temps               |
| ------------------ | ------------------------ | ------------------ | --------------------------- | ------------------- |
| 1er                | Bernard Hinault          | France             | Renault-Elf-Gitane          | en 96 h 19 min 38 s |
| 2e                 | Lucien Van Impe          | Belgique           | Boston-Mavic                | + 14 min 34 s       |
| 3e                 | Robert Alban             | France             | La Redoute-Motobécane       | + 17 min 4 s        |
| 4e                 | Joop Zoetemelk           | Pays-Bas           | TI-Raleigh-Creda            | + 18 min 21 s       |
| 5e                 | Peter Winnen             | Pays-Bas           | Capri Sonne                 | + 20 min 26 s       |
| 6e                 | Jean-René Bernaudeau     | France             | Peugeot-Esso-Michelin       | + 23 min 2 s        |
| 7e                 | Johan De Muynck          | Belgique           | Splendor-Wickes Bouwmarkt   | + 24 min 25 s       |
| 8e                 | Sven-Åke Nilsson         | Suède              | Splendor-Wickes Bouwmarkt   | + 24 min 37 s       |
| 9e                 | Claude Criquielion       | Belgique           | Splendor-Wickes Bouwmarkt   | + 26 min 18 s       |
| 10e                | Phil Anderson            | Australie          | Peugeot-Esso-Michelin       | + 27 min 0 s        |
| 11e                | Alfons De Wolf           | Belgique           | Vermeer-Thijs               | + 28 min 53 s       |
| 12e                | Johan van der Velde      | Pays-Bas           | TI-Raleigh-Creda            | + 29 min 46 s       |
| 13e                | Marcel Tinazzi           | France             | Sem-France Loire-Campagnolo | + 30 min 3 s        |
| 14e                | Paul Wellens             | Belgique           | Boule d'Or-Sunair-Colnago   | + 32 min 9 s        |
| 15e                | Mariano Martinez         | France             | La Redoute-Motobécane       | + 32 min 16 s       |
| 16e                | Eddy Schepers            | Belgique           | DAF Trucks-Côte d'Or        | + 33 min 27 s       |
| 17e                | Raymond Martin           | France             | Miko-Mercier-Vivagel        | + 33 min 41 s       |
| 18e                | Michel Laurent           | France             | Peugeot-Esso-Michelin       | + 34 min 41 s       |
| 19e                | Jean-François Rodriguez  | Belgique           | Renault-Elf-Gitane          | + 38 min 32 s       |
| 20e                | Graham Jones             | Royaume-Uni        | Peugeot-Esso-Michelin       | + 41 min 6 s        |
| 21e                | Alberto Fernández Blanco | Espagne            | Teka-Campagnolo             | + 42 min 27 s       |
| 22e                | Lucien Didier            | Luxembourg         | Renault-Elf-Gitane          | + 49 min 26 s       |
| 23e                | Jacques Michaud          | France             | Sem-France Loire-Campagnolo | + 50 min 23 s       |
| 24e                | Dominique Arnaud         | France             | Puch-Wolber-Campagnolo      | + 52 min 15 s       |
| 25e                | Géry Verlinden           | Belgique           | Boule d'Or-Sunair-Colnago   | + 52 min 48 s       |
| modifier           |                          |                    |                             |                     |

### Classements annexes finals
| Classement par points, | Classement par points,  | Classement par points, | Classement par points,    | Classement par points, |
| ---------------------- | ----------------------- | ---------------------- | ------------------------- | ---------------------- |
|                        | Coureur                 | Pays                   | Équipe                    | Point(s)               |
| 1er                    | Freddy Maertens         | Belgique               | Boule d'Or-Sunair-Colnago | 428 points             |
| 2e                     | William Tackaert        | Belgique               | DAF Trucks-Côte d'Or      | 222 pts                |
| 3e                     | Bernard Hinault         | France                 | Renault-Elf-Gitane        | 184 pts                |
| 4e                     | Alfons De Wolf          | Belgique               | Vermeer-Thijs             | 152 pts                |
| 5e                     | Rudy Pevenage           | Belgique               | Capri Sonne               | 147 pts                |
| 6e                     | Phil Anderson           | Australie              | Peugeot-Esso-Michelin     | 146 pts                |
| 7e                     | Sean Kelly              | Irlande                | Splendor-Wickes Bouwmarkt | 121 pts                |
| 8e                     | Johan van der Velde     | Pays-Bas               | TI-Raleigh-Creda          | 120 pts                |
| 9e                     | Yvon Bertin             | France                 | Renault-Elf-Gitane        | 110 pts                |
| 10e                    | Gilbert Duclos-Lassalle | France                 | Peugeot-Esso-Michelin     | 80 pts                 |
| modifier               |                         |                        |                           |                        |

| Classement du meilleur grimpeur, | Classement du meilleur grimpeur, | Classement du meilleur grimpeur, | Classement du meilleur grimpeur, | Classement du meilleur grimpeur, |
| -------------------------------- | -------------------------------- | -------------------------------- | -------------------------------- | -------------------------------- |
|                                  | Coureur                          | Pays                             | Équipe                           | Point(s)                         |
| 1er                              | Lucien Van Impe                  | Belgique                         | Boston-Mavic                     | 284 points                       |
| 2e                               | Bernard Hinault                  | France                           | Renault-Elf-Gitane               | 222 pts                          |
| 3e                               | Jean-René Bernaudeau             | France                           | Peugeot-Esso-Michelin            | 168 pts                          |
| 4e                               | Robert Alban                     | France                           | La Redoute-Motobécane            | 134 pts                          |
| 5e                               | Sven-Åke Nilsson                 | Suède                            | Splendor-Wickes Bouwmarkt        | 95 pts                           |
| 6e                               | Phil Anderson                    | Australie                        | Peugeot-Esso-Michelin            | 79 pts                           |
| 7e                               | Peter Winnen                     | Pays-Bas                         | Capri Sonne                      | 70 pts                           |
| 8e                               | Raymond Martin                   | France                           | Miko-Mercier-Vivagel             | 63 pts                           |
| 9e                               | Alfons De Wolf                   | Belgique                         | Vermeer-Thijs                    | 63 pts                           |
| 10e                              | Alberto Fernández Blanco         | Espagne                          | Teka-Campagnolo                  | 53 pts                           |
| modifier                         |                                  |                                  |                                  |                                  |

| Classement général du meilleur jeune, | Classement général du meilleur jeune, | Classement général du meilleur jeune, | Classement général du meilleur jeune, | Classement général du meilleur jeune, |
|                                       | Coureur                               | Pays                                  | Équipe                                | Temps                                 |
| ------------------------------------- | ------------------------------------- | ------------------------------------- | ------------------------------------- | ------------------------------------- |
| 1er                                   | Peter Winnen                          | Pays-Bas                              | Capri Sonne                           | en 96 h 40 min 4 s                    |
| 2e                                    | Claude Criquielion                    | Belgique                              | Splendor-Wickes Bouwmarkt             | + 5 min 52 s                          |
| 3e                                    | Phil Anderson                         | Australie                             | Peugeot-Esso-Michelin                 | + 6 min 26 s                          |
| 4e                                    | Jean-François Rodriguez               | France                                | Renault-Elf-Gitane                    | + 18 min 6 s                          |
| 5e                                    | Graham Jones                          | Royaume-Uni                           | Peugeot-Esso-Michelin                 | + 20 min 40 s                         |
| 6e                                    | Dominique Arnaud                      | France                                | Puch-Wolber-Campagnolo                | + 31 min 49 s                         |
| 7e                                    | Marino Lejarreta                      | Espagne                               | Teka-Campagnolo                       | + 50 min 11 s                         |
| 8e                                    | Theo de Rooij                         | Pays-Bas                              | Capri Sonne                           | + 55 min 36 s                         |
| 9e                                    | Ronny Claes                           | Belgique                              | Capri Sonne                           | + 56 min 3 s                          |
| 10e                                   | Juan Fernández Martín                 | Espagne                               | Kelme-Gios                            | + 1 h 10 min 20 s                     |
| modifier                              |                                       |                                       |                                       |                                       |

| Classement des sprints intermédiaires, | Classement des sprints intermédiaires, | Classement des sprints intermédiaires, | Classement des sprints intermédiaires, | Classement des sprints intermédiaires, |
| -------------------------------------- | -------------------------------------- | -------------------------------------- | -------------------------------------- | -------------------------------------- |
|                                        | Coureur                                | Pays                                   | Équipe                                 | Point(s)                               |
| 1er                                    | Freddy Maertens                        | Belgique                               | Boule d'Or-Sunair-Colnago              | 131 points                             |
| 2e                                     | William Tackaert                       | Belgique                               | DAF Trucks-Côte d'Or                   | 106 pts                                |
| 3e                                     | Bernard Hinault                        | France                                 | Renault-Elf-Gitane                     | 61 pts                                 |
| 4e                                     | Yvon Bertin                            | France                                 | Renault-Elf-Gitane                     | 51 pts                                 |
| 5e                                     | Pierre Bazzo                           | France                                 | La Redoute-Motobécane                  | 45 pts                                 |
| 6e                                     | Rudy Pevenage                          | Belgique                               | Capri Sonne                            | 43 pts                                 |
| 7e                                     | Willy Teirlinck                        | Belgique                               | Boston-Mavic                           | 38 pts                                 |
| 8e                                     | Ludo Peeters                           | Belgique                               | TI-Raleigh-Creda                       | 36 pts                                 |
| 9e                                     | Phil Anderson                          | Australie                              | Peugeot-Esso-Michelin                  | 34 pts                                 |
| 10e                                    | Marcel Laurens                         | Belgique                               | DAF Trucks-Côte d'Or                   | 32 pts                                 |
| modifier                               |                                        |                                        |                                        |                                        |

| Classement par équipes, | Classement par équipes,     | Classement par équipes, | Classement par équipes, |
|                         | Équipe                      | Pays                    | Temps                   |
| ----------------------- | --------------------------- | ----------------------- | ----------------------- |
| 1re                     | Peugeot-Esso-Michelin       | France                  | en 399 h 30 min 24 s    |
| 2e                      | Renault-Elf-Gitane          | France                  | + 11 min 20 s           |
| 3e                      | Capri Sonne                 | Belgique                | + 26 min 46 s           |
| 4e                      | La Redoute-Motobécane       | France                  | + 42 min 49 s           |
| 5e                      | Sem-France Loire-Campagnolo | France                  | + 45 min 53 s           |
| 6e                      | Splendor-Wickes Bouwmarkt   | Belgique                | + 52 min 17 s           |
| 7e                      | TI-Raleigh-Creda            | Pays-Bas                | + 1 h 55 min 35 s       |
| 8e                      | Miko-Mercier-Vivagel        | France                  | + 2 h 15 min 53 s       |
| 9e                      | DAF Trucks-Côte d'Or        | Belgique                | + 2 h 23 min 29 s       |
| 10e                     | Puch-Wolber-Campagnolo      | France                  | + 2 h 29 min 20 s       |
| modifier                |                             |                         |                         |

| Classement par équipes par points, | Classement par équipes par points, | Classement par équipes par points, | Classement par équipes par points, | Classement par équipes par points, |
|                                    | Équipes                            | Pays                               |                                    | Point(s)                           |
| ---------------------------------- | ---------------------------------- | ---------------------------------- | ---------------------------------- | ---------------------------------- |
| 1re                                | Peugeot-Esso-Michelin              | France                             |                                    | 1 086                              |
| 2e                                 | Capri Sonne                        | Belgique                           |                                    | 1 202                              |
| 3e                                 | Renault-Elf-Gitane                 | France                             |                                    | 1 336                              |
| 4e                                 | La Redoute-Motobécane              | France                             |                                    | 1 583                              |
| 5e                                 | TI-Raleigh-Creda                   | Pays-Bas                           |                                    | 1 632                              |
| 6e                                 | Splendor-Wickes Bouwmarkt          | Belgique                           |                                    | 1 838                              |
| 7e                                 | Sem-France Loire-Campagnolo        | France                             |                                    | 1 918                              |
| 8e                                 | Miko-Mercier-Vivagel               | France                             |                                    | 2 011                              |
| 9e                                 | DAF Trucks-Côte d'Or               | Belgique                           |                                    | 2 285                              |
| 10e                                | Puch-Wolber-Campagnolo             | France                             |                                    | 2 314                              |
| modifier                           |                                    |                                    |                                    |                                    |

| Classement combiné | Classement combiné   | Classement combiné | Classement combiné    | Classement combiné |
| ------------------ | -------------------- | ------------------ | --------------------- | ------------------ |
|                    | Coureur              | Pays               | Équipe                | Point(s)           |
| 1er                | Bernard Hinault      | France             | Renault-Elf-Gitane    | 6 points           |
| 2e                 | Lucien Van Impe      | Belgique           | Boston-Mavic          | 20 pts             |
| 3e                 | Jean-René Bernaudeau | France             | Peugeot-Esso-Michelin | 21 pts             |
| 4e                 | Phil Anderson        | Australie          | Peugeot-Esso-Michelin | 22 pts             |
| 5e                 | Alfons De Wolf       | Belgique           | Vermeer-Thijs         | 23 pts             |
| 6e                 | Robert Alban         | France             | La Redoute-Motobécane | 25 pts             |
| modifier           |                      |                    |                       |                    |

| Classement de la combativité | Classement de la combativité | Classement de la combativité | Classement de la combativité | Classement de la combativité |
| ---------------------------- | ---------------------------- | ---------------------------- | ---------------------------- | ---------------------------- |
|                              | Coureur                      | Pays                         | Équipe                       | Point(s)                     |
| 1er                          | Bernard Hinault              | France                       | Renault-Elf-Gitane           | 25 points                    |
| 2e                           | Dominique Arnaud             | France                       | Puch-Wolber-Campagnolo       | 16 pts                       |
| 3e                           | Gilbert Duclos-Lassalle      | France                       | Peugeot-Esso-Michelin        | 12 pts                       |
| 4e                           | Willy Teirlinck              | Belgique                     | Boston-Mavic                 | 11 pts                       |
| 5e                           | Phil Anderson                | Australie                    | Peugeot-Esso-Michelin        | 10 pts                       |
| 6e                           | Pierre Bazzo                 | France                       | La Redoute-Motobécane        | 10 pts                       |
| modifier                     |                              |                              |                              |                              |

### Évolution des classements
| Étape              | Vainqueur           | Classement général | Classement par points | Classement de la montagne | Classement du meilleur jeune | Classement du combiné | Classement des sprints intermédiaires | Classement par équipes | Classement par équipes | Classement de la combativité |
| Étape              | Vainqueur           | Classement général | Classement par points | Classement de la montagne | Classement du meilleur jeune | Classement du combiné | Classement des sprints intermédiaires | au temps               | aux points             | Classement de la combativité |
| ------------------ | ------------------- | ------------------ | --------------------- | ------------------------- | ---------------------------- | --------------------- | ------------------------------------- | ---------------------- | ---------------------- | ---------------------------- |
| P                  | Bernard Hinault     | Bernard Hinault    | Bernard Hinault       | Non décerné               | Theo de Rooij                | Bernard Hinault       | Non décerné                           | Renault-Elf-Gitane     | TI-Raleigh-Creda       | Non décerné                  |
| 1a                 | Freddy Maertens     | Bernard Hinault    | Rudy Pevenage         | Charly Bérard             | Phil Anderson                | Bernard Hinault       | Rudy Pevenage                         | Renault-Elf-Gitane     | Renault-Elf-Gitane     | Jean-René Bernaudeau         |
| 1b                 | TI-Raleigh-Creda    | Gerrie Knetemann   | Rudy Pevenage         | Charly Bérard             | Ad Wijnands                  | Bernard Hinault       | Rudy Pevenage                         | TI-Raleigh-Creda       | Renault-Elf-Gitane     | Non décerné                  |
| 2                  | Johan van der Velde | Gerrie Knetemann   | Rudy Pevenage         | Bernard Hinault           | Ad Wijnands                  | Bernard Hinault       | Rudy Pevenage                         | TI-Raleigh-Creda       | Miko-Mercier-Vivagel   | Gilbert Duclos-Lassalle      |
| 3                  | Freddy Maertens     | Gerrie Knetemann   | Freddy Maertens       | Bernard Hinault           | Ad Wijnands                  | Phil Anderson         | Rudy Pevenage                         | TI-Raleigh-Creda       | Capri Sonne            | Willy Teirlinck              |
| 4                  | TI-Raleigh-Creda    | Gerrie Knetemann   | Freddy Maertens       | Bernard Hinault           | Ad Wijnands                  | Daniel Willems        | Rudy Pevenage                         | TI-Raleigh-Creda       | Capri Sonne            | Non décerné                  |
| 5                  | Lucien Van Impe     | Phil Anderson      | Freddy Maertens       | Bernard Hinault           | Phil Anderson                | Phil Anderson         | Freddy Maertens                       | Renault-Elf-Gitane     | Capri Sonne            | Bernard Hinault              |
| 6                  | Bernard Hinault     | Bernard Hinault    | Freddy Maertens       | Bernard Hinault           | Phil Anderson                | Bernard Hinault       | Freddy Maertens                       | Renault-Elf-Gitane     | Renault-Elf-Gitane     | Non décerné                  |
| 7                  | Urs Freuler         | Bernard Hinault    | Freddy Maertens       | Bernard Hinault           | Phil Anderson                | Bernard Hinault       | Freddy Maertens                       | Renault-Elf-Gitane     | Renault-Elf-Gitane     | Jean-François Pescheux       |
| 8                  | Ad Wijnands         | Bernard Hinault    | Freddy Maertens       | Bernard Hinault           | Phil Anderson                | Bernard Hinault       | Freddy Maertens                       | Renault-Elf-Gitane     | Capri Sonne            | Eddy Verstraeten             |
| 9                  | René Martens        | Bernard Hinault    | Freddy Maertens       | Bernard Hinault           | Phil Anderson                | Bernard Hinault       | Freddy Maertens                       | Renault-Elf-Gitane     | Peugeot-Esso-Michelin  | Patrick Perret               |
| 10                 | Ad Wijnands         | Bernard Hinault    | Freddy Maertens       | Bernard Hinault           | Phil Anderson                | Bernard Hinault       | Freddy Maertens                       | Renault-Elf-Gitane     | Peugeot-Esso-Michelin  | Régis Ovion                  |
| 11                 | Daniel Willems      | Bernard Hinault    | Freddy Maertens       | Bernard Hinault           | Phil Anderson                | Bernard Hinault       | Freddy Maertens                       | Renault-Elf-Gitane     | Peugeot-Esso-Michelin  | Serge Beucherie              |
| 12a                | Freddy Maertens     | Bernard Hinault    | Freddy Maertens       | Bernard Hinault           | Phil Anderson                | Bernard Hinault       | Freddy Maertens                       | Renault-Elf-Gitane     | Peugeot-Esso-Michelin  | Daniel Willems               |
| 12b                | Eddy Planckaert     | Bernard Hinault    | Freddy Maertens       | Bernard Hinault           | Phil Anderson                | Bernard Hinault       | Freddy Maertens                       | Renault-Elf-Gitane     | Peugeot-Esso-Michelin  | Daniel Willems               |
| 13                 | Freddy Maertens     | Bernard Hinault    | Freddy Maertens       | Bernard Hinault           | Phil Anderson                | Bernard Hinault       | Freddy Maertens                       | Renault-Elf-Gitane     | Peugeot-Esso-Michelin  | Rudy Pevenage                |
| 14                 | Bernard Hinault     | Bernard Hinault    | Freddy Maertens       | Bernard Hinault           | Phil Anderson                | Bernard Hinault       | Freddy Maertens                       | Renault-Elf-Gitane     | Peugeot-Esso-Michelin  | Non décerné                  |
| 15                 | Sean Kelly          | Bernard Hinault    | Freddy Maertens       | Bernard Hinault           | Phil Anderson                | Bernard Hinault       | Freddy Maertens                       | Renault-Elf-Gitane     | Peugeot-Esso-Michelin  | Pierre Bazzo                 |
| 16                 | Robert Alban        | Bernard Hinault    | Freddy Maertens       | Lucien Van Impe           | Phil Anderson                | Bernard Hinault       | Freddy Maertens                       | Peugeot-Esso-Michelin  | Peugeot-Esso-Michelin  | Hubert Linard                |
| 17                 | Peter Winnen        | Bernard Hinault    | Freddy Maertens       | Lucien Van Impe           | Peter Winnen                 | Bernard Hinault       | Freddy Maertens                       | Peugeot-Esso-Michelin  | Peugeot-Esso-Michelin  | Dominique Arnaud             |
| 18                 | Bernard Hinault     | Bernard Hinault    | Freddy Maertens       | Lucien Van Impe           | Peter Winnen                 | Bernard Hinault       | Freddy Maertens                       | Peugeot-Esso-Michelin  | Peugeot-Esso-Michelin  | Juan Fernández Martín        |
| 19                 | Daniel Willems      | Bernard Hinault    | Freddy Maertens       | Lucien Van Impe           | Peter Winnen                 | Bernard Hinault       | Freddy Maertens                       | Peugeot-Esso-Michelin  | Peugeot-Esso-Michelin  | Phil Anderson                |
| 20                 | Bernard Hinault     | Bernard Hinault    | Freddy Maertens       | Lucien Van Impe           | Peter Winnen                 | Bernard Hinault       | Freddy Maertens                       | Peugeot-Esso-Michelin  | Peugeot-Esso-Michelin  | Non décerné                  |
| 21                 | Johan van der Velde | Bernard Hinault    | Freddy Maertens       | Lucien Van Impe           | Peter Winnen                 | Bernard Hinault       | Freddy Maertens                       | Peugeot-Esso-Michelin  | Peugeot-Esso-Michelin  | Gerrie Knetemann             |
| 22                 | Freddy Maertens     | Bernard Hinault    | Freddy Maertens       | Lucien Van Impe           | Peter Winnen                 | Bernard Hinault       | Freddy Maertens                       | Peugeot-Esso-Michelin  | Peugeot-Esso-Michelin  | Dominique Arnaud             |
| Classements finals | Classements finals  | Bernard Hinault    | Freddy Maertens       | Lucien Van Impe           | Peter Winnen                 | Bernard Hinault       | Freddy Maertens                       | Peugeot-Esso-Michelin  | Peugeot-Esso-Michelin  | Bernard Hinault              |

## Liste des coureurs
La liste ci-dessous présente les coureurs inscrits par numéro de dossard.
| Légende | Légende                                                                    | Légende | Légende                                                    |
| ------- | -------------------------------------------------------------------------- | ------- | ---------------------------------------------------------- |
| Num     | Dossard de départ porté par le coureur sur ce Tour                         | Pos     | Position à l'arrivée de la course                          |
|         | Indique un maillot de champion national ou mondial, suivi de sa spécialité | NP      | Indique un coureur qui n'a pas pris le départ de la course |
| AB      | Indique un coureur qui n'a pas terminé la course                           | HD      | Indique un coureur qui a terminé la course hors des délais |

| TI-Raleigh-Creda               | TI-Raleigh-Creda          | TI-Raleigh-Creda |
| ------------------------------ | ------------------------- | ---------------- |
| Num                            | Coureur                   | Pos              |
| 1                              | Joop Zoetemelk (NED)      | 4e               |
| 2                              | Urs Freuler (SUI)         | AB-15            |
| 3                              | Frank Hoste (BEL)         | 95e              |
| 4                              | Gerrie Knetemann (NED)    | 55e              |
| 5                              | Henk Lubberding (NED)     | 54e              |
| 6                              | Ludo Peeters (BEL)        | 59e              |
| 7                              | Cees Priem (NED)          | AB-14            |
| 8                              | Aad van den Hoek (NED)    | 115e             |
| 9                              | Johan van der Velde (NED) | 12e              |
| 10                             | Ad Wijnands (NED)         | AB-15            |
| Directeur sportif : Peter Post |                           |                  |

| Peugeot-Esso-Michelin               | Peugeot-Esso-Michelin         | Peugeot-Esso-Michelin |
| ----------------------------------- | ----------------------------- | --------------------- |
| Num                                 | Coureur                       | Pos                   |
| 11                                  | Jean-René Bernaudeau (FRA)    | 6e                    |
| 12                                  | Phil Anderson (AUS)           | 10e                   |
| 13                                  | Jacques Bossis (FRA)          | 63e                   |
| 14                                  | Bernard Bourreau (FRA)        | 75e                   |
| 15                                  | Gilbert Duclos-Lassalle (FRA) | 28e                   |
| 16                                  | Graham Jones (GBR)            | 20e                   |
| 17                                  | Michel Laurent (FRA)          | 18e                   |
| 18                                  | Roger Legeay (FRA)            | 61e                   |
| 19                                  | Hubert Linard (FRA)           | 46e                   |
| 20                                  | Patrick Perret (FRA)          | 44e                   |
| Directeur sportif : Maurice De Muer |                               |                       |

| Miko-Mercier-Vivagel                         | Miko-Mercier-Vivagel        | Miko-Mercier-Vivagel |
| -------------------------------------------- | --------------------------- | -------------------- |
| Num                                          | Coureur                     | Pos                  |
| 21                                           | Raymond Martin (FRA)        | 17e                  |
| 22                                           | Kim Andersen (DEN)          | AB-6                 |
| 23                                           | Régis Clère (FRA)           | 51e                  |
| 24                                           | Patrick Friou (FRA)         | 47e                  |
| 25                                           | Joël Gallopin (FRA)         | 86e                  |
| 26                                           | Jean-Louis Gauthier (FRA)   | 58e                  |
| 27                                           | Didier Lebaud (FRA)         | HD-15                |
| 28                                           | Christian Levavasseur (FRA) | 77e                  |
| 29                                           | Hubert Mathis (FRA)         | 73e                  |
| 30                                           | Christian Seznec (FRA)      | 36e                  |
| Directeur sportif : Jean-Pierre Danguillaume |                             |                      |

| Splendor-Wickes Bouwmarkt           | Splendor-Wickes Bouwmarkt | Splendor-Wickes Bouwmarkt |
| ----------------------------------- | ------------------------- | ------------------------- |
| Num                                 | Coureur                   | Pos                       |
| 31                                  | Johan De Muynck (BEL)     | 7e                        |
| 32                                  | Johnny Broers (NED)       | 113e                      |
| 33                                  | Rudy Colman (BEL)         | 65e                       |
| 34                                  | Claude Criquielion (BEL)  | 9e                        |
| 35                                  | Sean Kelly (IRL)          | 48e                       |
| 36                                  | Sven-Åke Nilsson (SWE)    | 8e                        |
| 37                                  | Eddy Planckaert (BEL)     | AB-15                     |
| 38                                  | Walter Planckaert (BEL)   | AB-15                     |
| 39                                  | Eugène Urbany (LUX)       | 96e                       |
| 40                                  | Guido Van Calster (BEL)   | AB-17                     |
| Directeur sportif : Albert De Kimpe |                           |                           |

| Sem-France Loire-Campagnolo          | Sem-France Loire-Campagnolo | Sem-France Loire-Campagnolo |
| ------------------------------------ | --------------------------- | --------------------------- |
| Num                                  | Coureur                     | Pos                         |
| 41                                   | Joaquim Agostinho (POR)     | AB-18                       |
| 42                                   | Serge Beucherie (FRA)       | 33e                         |
| 43                                   | Patrick Clerc (FRA)         | HD-12a                      |
| 44                                   | Jean-Paul Hosotte (FRA)     | 98e                         |
| 45                                   | Patrick Hosotte (FRA)       | 90e                         |
| 46                                   | Fernando Mendes (POR)       | AB-7                        |
| 47                                   | Jacques Michaud (FRA)       | 23e                         |
| 48                                   | Patrick Moerlen (SUI)       | 78e                         |
| 49                                   | Albert Zweifel (SUI)        | 109e                        |
| 50                                   | Marcel Tinazzi (FRA)        | 13e                         |
| Directeur sportif : Jean de Gribaldy |                             |                             |

| La Redoute-Motobécane               | La Redoute-Motobécane        | La Redoute-Motobécane |
| ----------------------------------- | ---------------------------- | --------------------- |
| Num                                 | Coureur                      | Pos                   |
| 51                                  | Robert Alban (FRA)           | 3e                    |
| 52                                  | Pierre Bazzo (FRA)           | 31e                   |
| 53                                  | Marc Durant (FRA)            | 92e                   |
| 54                                  | Mariano Martinez (FRA)       | 15e                   |
| 55                                  | Jean-François Pescheux (FRA) | 88e                   |
| 56                                  | Paul Sherwen (GBR)           | HD-15                 |
| 57                                  | Bernard Vallet (FRA)         | 45e                   |
| 58                                  | Jean-Luc Vandenbroucke (BEL) | 82e                   |
| 59                                  | Ferdi Van Den Haute (BEL)    | 99e                   |
| 60                                  | Didier Vanoverschelde (FRA)  | 26e                   |
| Directeur sportif : Philippe Crépel |                              |                       |

| Capri Sonne                          | Capri Sonne             | Capri Sonne |
| ------------------------------------ | ----------------------- | ----------- |
| Num                                  | Coureur                 | Pos         |
| 61                                   | Daniel Willems (BEL)    | AB-21       |
| 62                                   | Ronny Claes (BEL)       | 40e         |
| 63                                   | Ludo Delcroix (BEL)     | 74e         |
| 64                                   | Theo de Rooy (NED)      | 39e         |
| 65                                   | Jos Jacobs (BEL)        | 84e         |
| 66                                   | Rudy Pevenage (BEL)     | 75e         |
| 67                                   | Eric Van de Wiele (BEL) | AB-5        |
| 68                                   | Dirk Wayenberg (BEL)    | 107e        |
| 69                                   | Jostein Wilmann (NOR)   | 34e         |
| 70                                   | Peter Winnen (NED)      | 5e          |
| Directeur sportif : Walter Godefroot |                         |             |

| Puch-Wolber-Campagnolo                               | Puch-Wolber-Campagnolo   | Puch-Wolber-Campagnolo |
| ---------------------------------------------------- | ------------------------ | ---------------------- |
| Num                                                  | Coureur                  | Pos                    |
| 71                                                   | Bernard Thévenet (FRA)   | 37e                    |
| 72                                                   | Dominique Arnaud (FRA)   | 24e                    |
| 73                                                   | Jean Chassang (FRA)      | 70e                    |
| 74                                                   | Alain De Carvalho (FRA)  | 53e                    |
| 75                                                   | Yves Hézard (FRA)        | 71e                    |
| 76                                                   | Jacques Osmont (FRA)     | HD-12a                 |
| 77                                                   | Régis Ovion (FRA)        | 29e                    |
| 78                                                   | Gerald Schönbacher (AUT) | 112e                   |
| 79                                                   | Klaus-Peter Thaler (RFA) | 49e                    |
| 80                                                   | Claude Vincendeau (FRA)  | AB-16                  |
| Directeurs sportifs : Rudi Altig et Marcel Boishardy |                          |                        |

| Boston-Mavic                       | Boston-Mavic            | Boston-Mavic |
| ---------------------------------- | ----------------------- | ------------ |
| Num                                | Coureur                 | Pos          |
| 81                                 | Lucien Van Impe (BEL)   | 2e           |
| 82                                 | Roger De Cnijf (BEL)    | 87e          |
| 83                                 | Luc De Grauwe (BEL)     | 114e         |
| 84                                 | Marc Goossens (BEL)     | AB-19        |
| 85                                 | Jan Jonkers (NED)       | 116e         |
| 86                                 | Alain Meslet (FRA)      | 41e          |
| 87                                 | Jan Nevens (BEL)        | AB-12a       |
| 88                                 | Philippe Tesnière (FRA) | 120e         |
| 89                                 | Willy Teirlinck (BEL)   | 111e         |
| 90                                 | Benny Vermeulen (BEL)   | HD-2         |
| Directeur sportif : Robert Lauwers |                         |              |

| Teka-Campagnolo                      | Teka-Campagnolo            | Teka-Campagnolo |
| ------------------------------------ | -------------------------- | --------------- |
| Num                                  | Coureur                    | Pos             |
| 91                                   | Marino Lejarreta (ESP)     | 35e             |
| 92                                   | Bernardo Alfonsel (ESP)    | 69e             |
| 93                                   | Faustino Cueli (ESP)       | 121e            |
| 94                                   | Noël Dejonckheere (BEL)    | HD-15           |
| 95                                   | Alberto Fernández (ESP)    | 21e             |
| 96                                   | Eulalio García (ESP)       | 101e            |
| 97                                   | Ismaël Lejarreta (ESP)     | 64e             |
| 98                                   | Paulino Martínez (ESP)     | 91e             |
| 99                                   | José Luis Mayoz (ESP)      | AB-17           |
| 100                                  | Jorge Ruiz Cabestany (ESP) | 118e            |
| Directeur sportif : Domingo Perurena |                            |                 |

| DAF Trucks-Côte d'Or                 | DAF Trucks-Côte d'Or     | DAF Trucks-Côte d'Or |
| ------------------------------------ | ------------------------ | -------------------- |
| Num                                  | Coureur                  | Pos                  |
| 101                                  | Hennie Kuiper (NED)      | 30e                  |
| 102                                  | Luc Colijn (BEL)         | AB-15                |
| 103                                  | Marc Dierickx (BEL)      | 106e                 |
| 104                                  | Hendrik Devos (BEL)      | 57e                  |
| 105                                  | Marcel Laurens (BEL)     | 110e                 |
| 106                                  | René Martens (BEL)       | 83e                  |
| 107                                  | Guy Nulens (BEL)         | 52e                  |
| 108                                  | Eddy Schepers (BEL)      | 16e                  |
| 109                                  | Hennie Stamsnijder (NED) | 80e                  |
| 110                                  | Willy Tackaert (BEL)     | 93e                  |
| Directeur sportif : Alfred De Bruyne |                          |                      |

| Kelme-Gios                          | Kelme-Gios                     | Kelme-Gios |
| ----------------------------------- | ------------------------------ | ---------- |
| Num                                 | Coureur                        | Pos        |
| 111                                 | Juan Fernández Martín (ESP)    | 50e        |
| 112                                 | Francisco Albelda (ESP)        | 103e       |
| 113                                 | Vicente Belda (ESP)            | 38e        |
| 114                                 | Jorge Fortiá (ESP)             | 42e        |
| 115                                 | Jesús Guzmán (ESP)             | 97e        |
| 116                                 | Rafael Ladron de Guevara (ESP) | HD-15      |
| 117                                 | Imanol Murga (ESP)             | 104e       |
| 118                                 | Avelino Perea (ESP)            | HD-12a     |
| 119                                 | Jesús Suárez Cueva (ESP)       | 105e       |
| 120                                 | Jaime Vilamajó (ESP)           | 100e       |
| Directeur sportif : Rafael Carrasco |                                |            |

| Boule d'Or-Sunair-Colnago                                  | Boule d'Or-Sunair-Colnago | Boule d'Or-Sunair-Colnago |
| ---------------------------------------------------------- | ------------------------- | ------------------------- |
| Num                                                        | Coureur                   | Pos                       |
| 121                                                        | Gery Verlinden (BEL)      | 25e                       |
| 122                                                        | Alain De Roo (BEL)        | 119e                      |
| 123                                                        | Ronald De Witte (BEL)     | 62e                       |
| 124                                                        | Freddy Maertens (BEL)     | 66e                       |
| 125                                                        | Frits Pirard (NED)        | 94e                       |
| 126                                                        | Eric Vandeperre (BEL)     | HD-12a                    |
| 127                                                        | Jan van Houwelingen (NED) | AB-11                     |
| 128                                                        | Paul Wellens (BEL)        | 14e                       |
| 129                                                        | Leo Wellens (BEL)         | 102e                      |
| 130                                                        | Johan Wellens (BEL)       | 117e                      |
| Directeurs sportifs : Guillaume Driessens et Willy Jossart |                           |                           |

| Renault-Elf-Gitane                  | Renault-Elf-Gitane            | Renault-Elf-Gitane |
| ----------------------------------- | ----------------------------- | ------------------ |
| Num                                 | Coureur                       | Pos                |
| 131                                 | Bernard Hinault (FRA)         | 1er                |
| 132                                 | Hubert Arbès (FRA)            | 60e                |
| 133                                 | Bernard Becaas (FRA)          | 68e                |
| 134                                 | Charly Bérard (FRA)           | 27e                |
| 135                                 | Yvon Bertin (FRA)             | 85e                |
| 136                                 | Jonathan Boyer (USA)          | 32e                |
| 137                                 | Lucien Didier (LUX)           | 22e                |
| 138                                 | Maurice Le Guilloux (FRA)     | 56e                |
| 139                                 | Jean-François Rodriguez (FRA) | 19e                |
| 140                                 | Alain Vigneron (FRA)          | 43e                |
| Directeur sportif : Cyrille Guimard |                               |                    |

| Vermeer-Thijs                    | Vermeer-Thijs              | Vermeer-Thijs |
| -------------------------------- | -------------------------- | ------------- |
| Num                              | Coureur                    | Pos           |
| 141                              | Fons De Wolf (BEL)         | 11e           |
| 142                              | Herman Beysens (BEL)       | 79e           |
| 143                              | Jan Bogaert (BEL)          | NP-21         |
| 144                              | Franky De Gendt (BEL)      | 89e           |
| 145                              | Jos De Schoenmaecker (BEL) | 67e           |
| 146                              | Roland Liboton (BEL)       | AB-15         |
| 147                              | Louis Luyten (BEL)         | 76e           |
| 148                              | Michel Pollentier (BEL)    | AB-2          |
| 149                              | Adri van Houwelingen (NED) | 81e           |
| 150                              | Eddy Verstraeten (BEL)     | 108e          |
| Directeur sportif : Roger Swerts |                            |               |